# ولاية نخل (عمان)

## ولاية نخل
ولاية نخل هي إحدى ولاية محافظة جنوب الباطنة وتقع في الحجر الغربي أسفل جبل الشيبة الذي يطل عليها من الجهة الشرقية، حيث يجاورها من الشمال ولايتا وادي المعاول وبركاء، وجنوبا نيابة الجبل الأخضر وولاية سمائل، وشرقا ولايتا بدبد والسيب، وغربا ولايتا العوابي والرستاق، وتبعد عن العاصمة مسقط حوالي 116 كم. مساحة ولاية نخل تقدر بحوالي 10,000 عشرة آلاف كيلو متر مربع ويبلغ عدد سكانها حوالي واحد وعشرين ألفا ومائتين وثمانية نسمة (21208) بحسب تعداد عام 2011م. تتميز نخل بقربها الجغرافي عن مسقط فهي أقرب الولايات جغرافيا بمسقط فحلبان وبوه متاخمتان لمناطق الخوض والمعبيلة وتحتوي نخل على العديد من الخدمات الحكومية كالمدارس والمركز الصحي إضافة إلى الكهرباء والمياه والعديد من البنى التحتية الأساسية كذلك فإنها تنتظر الآن الإنتهاء من العديد من المشاريع الخدمية الأخرى كالمجمع الصحي والمركز الرياضي وجامع السلطان قابوس. تعتمد ولاية نخل على المياه الجوفية والأفلاج والعيون في ري البقعة الزراعية ، وتكثر في الولاية زراعة النخيل وأشجار الليمون والمانجو كما تزرع بعض الفواكه في وادي مستل المنحدر من الجبل الأخضر من الجهة الشمالية مثل الرمان والعنب والمشمش.

## معالم الولاية
ولاية نخل ولاية تاريخية عريقة ولها مكانة تاريخية خالدة، يرجع تاريخها إلى ما قبل الإسلام، ولاية نخل تتجلى الطبيعة فيها في أسمى مناظرها وأطيب مباهجها، حيث الأرض الخضراء الوارفة الظلال الفسيحة الممتدة، المحاطة بالجبال، وهناك حصنها العملاق والبروج والمياه العذبة والمناظر الطبيعية الخلابة، وتكثر في الولاية العديد من الشواهد التاريخية منها على سبيل المثال أماكن دور العبادة التي منها الجوامع والمساجد والمصليَّات، ومن أشهر مساجدها القديمة، مسجد الغريض وهو من المساجد الأثرية، وعليه كتابات تدل على تاريخ بنائه في عام 923هـ الموافق 1517م، ومسجد المكبَّر بالغريض أيضا، ويطل على وادي الحمّام بالقرب من عين الثوارة التي تشتهر بها ولاية نخل،حيث به محراب مزخرف بالنقوش الإسلامية وكتابات جميلة،ويعود تاريخ بنائه إلى القرن العاشر إذ إنه أحد المساجد التي شيد الصانع أجمل محاريبها. وجامع نخل من المساجد القديمة الذي أعيد ترميمه عام 994هـ ويقال إنه بني قبل ستمائة عام من تاريخ الترميم، وفيه تمت مبايعة الإمام ناصر بن مرشد بن عدي الخروصي بالإمامة، ويقدر عدد المساجد في الولاية بما يزيد عن أربعمائة مسجد.

## تاريخ الولاية
قلعة نخل من الحصون الدفاعية الشهيرة وهي قلعة ضخمة شامخة تتربع على ربوة جبلية يصل ارتفاعها إلى مائتي قدم، ويعود تاريخ بنائها على الصورة الحالية إلى القرن السابع عشر وإلا فإن الروايات تزعم أنه بدأ بناءها منذ صدر الإسلام، ويمر في أسفلها جسر ذو انحناءين، يضم عدد من البروج أشهرها البرج الشرقي والبرج الغربي والبرج الأوسط، وفي داخله بئران من المياه بعد بنائها أضاف بنو نبهان بعض اللمسات والتجديدات، وفي عام مائتين بعد الألف قامت دولة اليعاربة بتجديد بناء القلعة وإدخال بعض الإضافات عليها، وفي عام ألف ومائتين وخمسين هجرية جددها السلطان سعيد بن سلطان الذي بنى السور والباب القائم في الوسط كأنه بارجة حربية في أعماق البحار حيث أشجار النخيل تحيط به من كل جانب والمشاهد عن بعد يرى اللون الأخضر (مزارع النخيل) تشبه البحر ترسو البارجة الحربية (القلعة) فيه، وتعتبر موطن جذب سياحي للزائرين من خارج السلطنة وداخلها.

## عين الثوارة
عين الثوارة عبارة عن عين مائية ساخنة صحية تنبع بكثافة من جبل صلد طوال العام وسميت بالثوارة لثوران المياه وسخونتها، وتروي مياهها نسبة كبيرة من بساتينها، وتعتبر أحد أشهر مواطن الجذب السياحي في ولاية نخل خاصة والسلطنة عامة لتميز موقعها وجمال طبيعتها.

## وادي مستل
يحتوي وادي مستل على عدة قرى جبلية أشهرها قرية وكان وتبعد عن مركز الولاية بما يقارب 36 كم، وتعتبر وكان معلم سياحي بارز في السلطنة حيث تقع على إرتفاع ثلاثة آلاف قدم وتمتاز بالمدرجات الخضراء التي تكثر فيها زراعة الفواكه كالمشمش والعنب الأسود والرمان وقد قامت وزارة السياحة بإقامة مشروع سياحي يخدم المنطقة كما يوجد بها ممشى جبلي يربطها بقرى الجبل الأخضر.

## السوق التقليدي و الحرف
تتميز نخل بالعديد من الصناعات التقليدية أهمها:
1. - صناعة الصاروج العماني والذي يستخدم في ترميم القلاع والمواقع الأثرية
2. صناعة السعفيات والتي تدخل فيها صناعة العزاف والمخرف والقفران والظرف والمشب والعديد من السعفيات المعروفة.
3.النجارة والأعمال الخشبية والتي من أهمها الأبواب الخشبية المنقوشة والأقواس الخشبية والنوافذ.
4. صناعة الحلوى العمانية حيث تشتهر نخل بجودة صناعة الحلوى العمانية والتي تعتبر دليل الكرم وحسن الضيافة عند العمانيين.
5. الحدادة وهي مهنة تقليدية تدخل في صناعة الأواني والزخارف المعدنية المختلفة والأدوات النحاسية ذات الإستخدامات المتنوعة.